# Давид Зограф (Света гора)
Давид Зограф (на гръцки: Δαβίδ Ζωγράφος) е зограф от XIX – XX век.

## Биография
По косвени данни се предполага, че Давид и работещият с него Яков Зограф са светогорски монаси, свързани с Хилендарския манастир. Зограф Давид работи стенописите в католикона на Бигорския манастир около 1800 година. В 1806 година и 1809 година Давид прави и икони за църквата „Света Богородица Лагудяни“ в Солун, като в подписите си тази църква е засвидетелстван като йеродякон. Негови са царските икони от храма „Христос Вседържител“ (1806), „Света Богородица Всецарица“ (1806), „Свети Йоан Богослов“ (1806), „Свети Давид Олимпийски“ (1806), „Свети Николай на трон“ (1809) и „Свети Атанасий“ (1809).
В периода 1805 – 1818 година и най-вероятно в 1810 – 1811 година Давид и Яков изписват еленската църква „Свети Никола“. В 1812 – 1813 година двамата работят в другата (незапазена) еленска църква „Успение Богородично“, като Яков прави и иконите за нея. По косвени данни на Давид Зограф може да се припише и икона на Свети Николай от 1813 година, прибавена в чупката на иконостаса откъм юг, която вероятно е била правена за параклиса „Успение Богородично“ в града.